# 銀錠

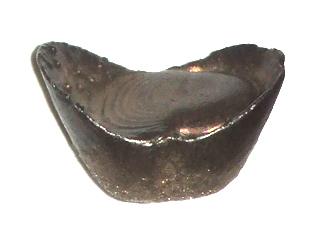
小型銀錠

銀錠（ぎんじょう、中国語: 银锭、満洲語: ᡧᠣᡤᡝ　転写：šoge）は、中国の古い貨幣。主に明代から20世紀前期までにおいて用いられていた秤量貨幣の形態を取る銀貨。日本では馬蹄銀。古くは、銀鋌。元朝以降は元宝（元寶）とも呼ばれた。

## 歴史
古くは、銀鋌（）と呼ばれ分銅形もしくは長方形であったが、後に独特のおわん型もしくは馬蹄に似た形状に徐々に形状が変化し、それに伴い銀錠と呼ばれるように変化した。納税や大型取引に使用される際に、上に何重にも積み重ねるため、倒れにくいようにおわん型（あるいは馬蹄型）の独特な形状に変化していった可能性が高い。
「錠」と呼ばれた所以は、現代と錠前の形が違っており、当時は錠前は完全に覆われて居ないものも多く、鍵穴に刺すのではなく上記写真にある小型銀錠と似た形のＶ字型錠前に開いている物があったからである。日本においても特に清王朝以降に知られたが、すでに当時の錠前は形状が変化していたため銀錠の名前は定着せず、当時の人々が身近だった馬の蹄の形と似ていたことから、馬蹄銀（）と呼ばれ、この名称が広く用いられているが、この名称は明治期の日本人が名づけたものとされ、中国においても馬蹄銀の名称はほとんど用いられてはいなかった。また、馬蹄形状以外にも、実際には多種多様の形式の銀錠が存在していた。秤量貨幣であることから、形状の細部には重視されず重量さえ一致すれば細部の小さな造形にはこだわらなかったことも多種多様な形状の銀錠が生まれた原因だが、広大な中国でもあり制作が地方各地で作られたことも形状の多様性を生んだ。元朝以降に入ると細部の造形にこだわったものも現れ、縁起の良い文言が刻まれたり、また、金で作られたものも作られ、実用通貨ではなくなんらかの贈答用にも使われた可能性がある。
単位は重量単位と同じ両（「銀両」、満洲語: ᠶᠠᠨ　転写：yan）であり、その英語表記よりテール (tael) と呼ばれることもあった。材質は南鐐（）と呼ばれる純銀に近い良質の灰吹銀であり、量目は1両（37グラム）から50両（1865グラム）程度と大小様々なものが存在する。また、時代により様々な形状があり、文字刻印が施されたものも多い。なお、中国で1両の重みは王朝時代により若干変化しているので、唐代、元時代、清時代で重量は微差があるため注意が必要である。元朝以降には、金で作られたものも存在しており、金錠と呼ばれた。残っているのは主に明代以降であり、残存しているなかで特に古い物は、不純物が多く色合いがより黒く、品質の悪さから経年劣化による細かく崩れた物になる。このように初期のものは品質が悪く長持ちしないため、それ以前からあった可能性はあるが、いつ頃から使われてきたかははっきりしない。

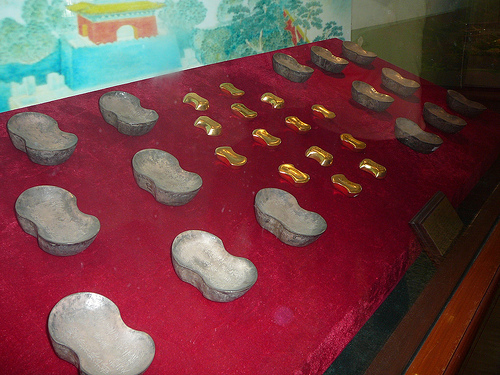
金銀錠

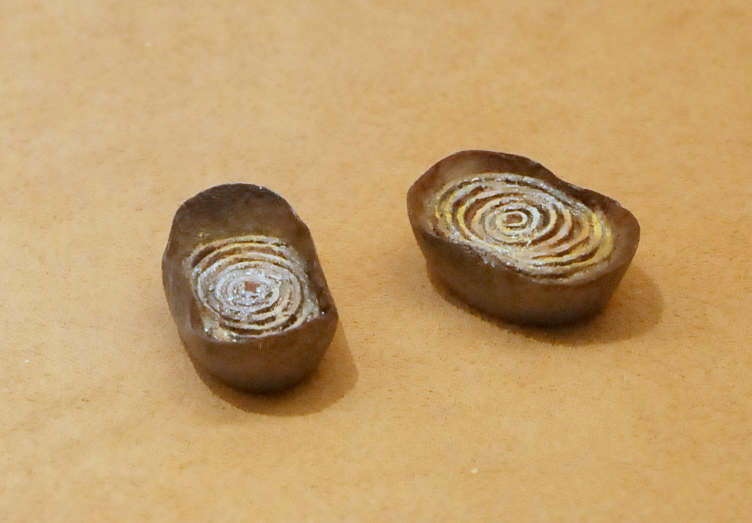
紋銀と呼ばれた元朝時代の銀錠

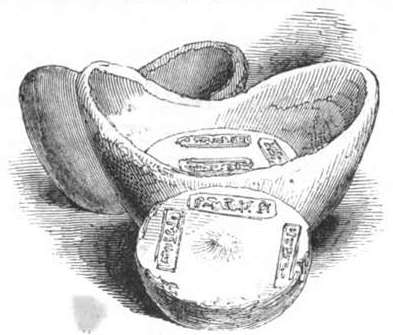
ヨハン・ジョイコブ・ウェイバーが1843年に描いた銀錠

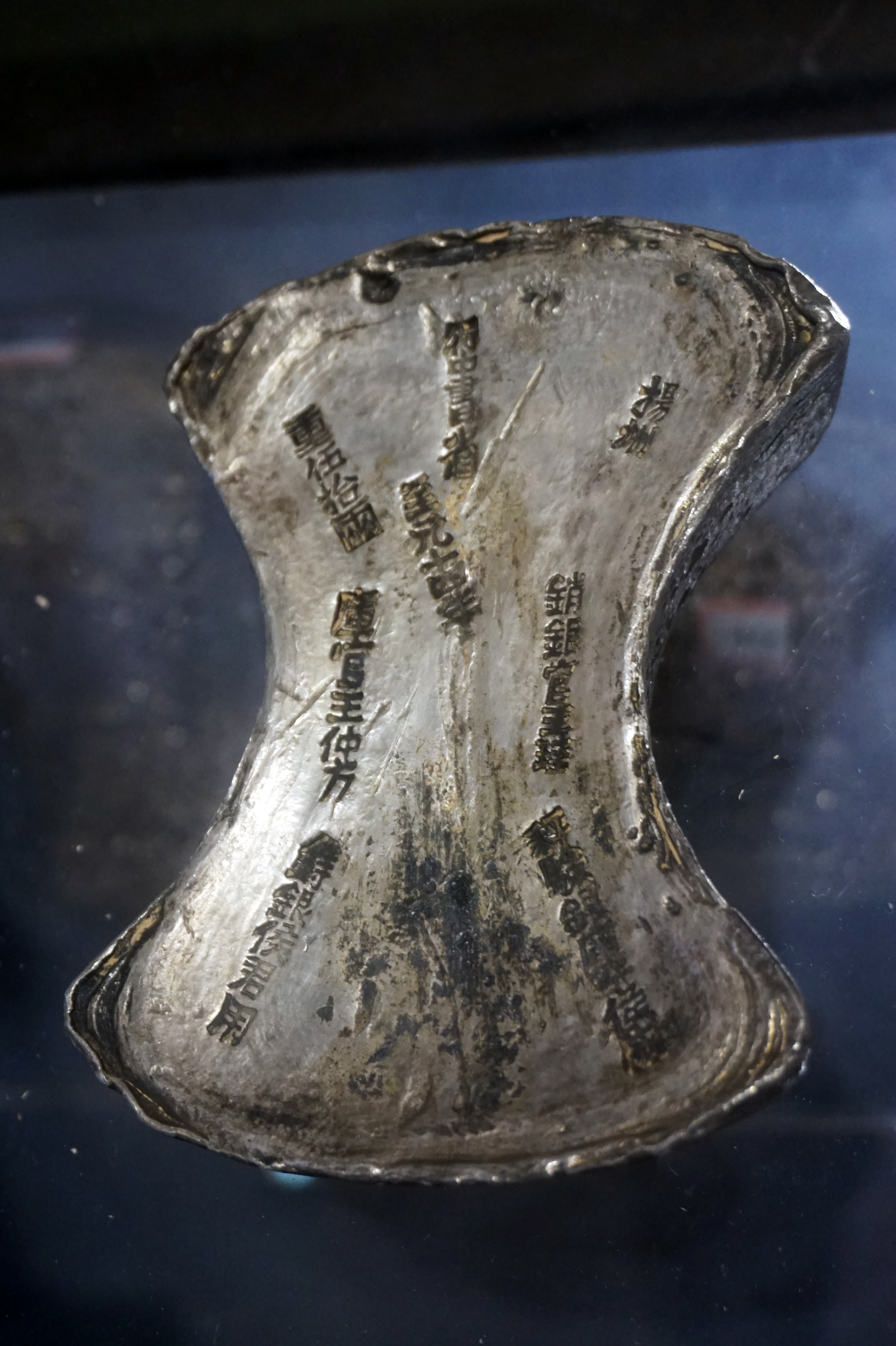
元の揚州元宝。至元十四年の刻印が見える50両銀錠中国財税博物館の所蔵

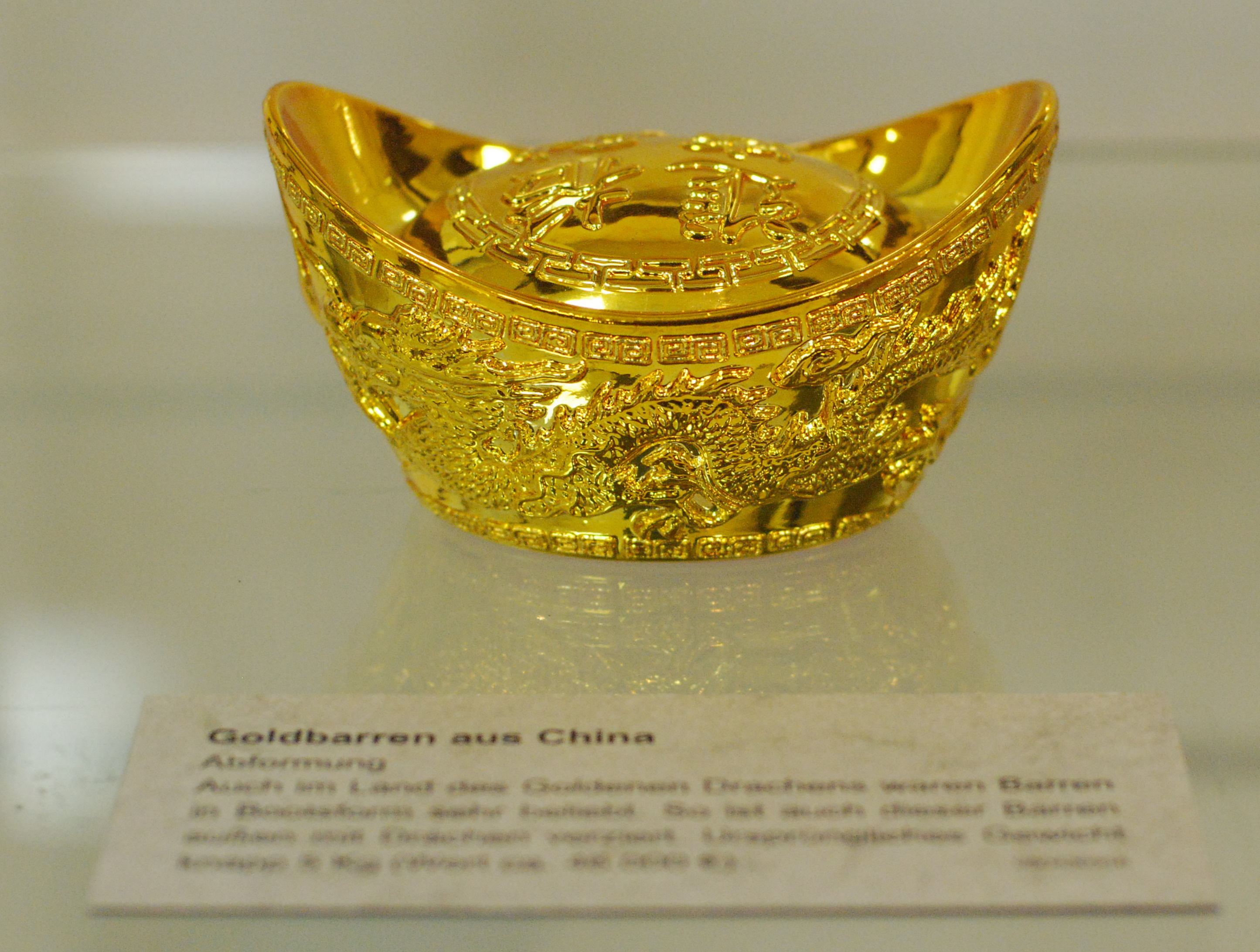
金で作られた元宝。細かな龍の模様や福を招く縁起の良い文言が刻まれている

## 元宝
元では、貨幣通貨を元寶（元宝）と呼び刻印したため、銀錠も元寶もしくは元宝と呼ばれた。この際、銀錠以外のコイン形状の銀貨も元宝と呼んでおり、当時は通貨全般を指していたと思われる。それ以前から唐時代の開元通宝も対読（上・下・右・左の順に読む）と「開元通寳」となるが、右回りに読む廻読では開通元寳と読めることから、銅貨を俗称として元宝と呼ばれた可能性はあるが、銀錠が元宝と呼ばれ始めたのは元朝以降からである。清朝以降の元宝か形状が若干変化し、おわん（あるいは馬蹄）中央部のくぼみが球状に盛り上がる形態を見せている。

## 日本での輸出用の製造
灰吹法の導入により16世紀中ごろより南米のポトシ銀山、日本の石見銀山などで銀の産出が著しく増大し、ポトシ銀山の銀はヨーロッパを通じて、日本の銀は生糸貿易の対価として中国に多量に輸入されるようになった。日本では産銀は一旦丁銀に鋳造され、長崎において銀錠に吹き直されて多量に中国へ流出した。

## 現代
現在では、貨幣としての銀錠は廃れたが、中国では富の象徴、縁起物として使われており、めでたい席で絵に描かれたり模造品が飾られたりすることがある。この際は、銀錠の名称ではなく元宝の名前で呼ばれることが多く、また飾られるものも金色のものが多い。なお、餃子の形状自体が、財運を招くために銀錠の形を模した、とする伝承があり、中国では新年に財運向上を願って餃子を大食いする風習がある地域がある。現代では銀錠（元宝）形状のお菓子を作って売りだしたり風水アイテムなどの触れ込みで売りに出されていることも多い。

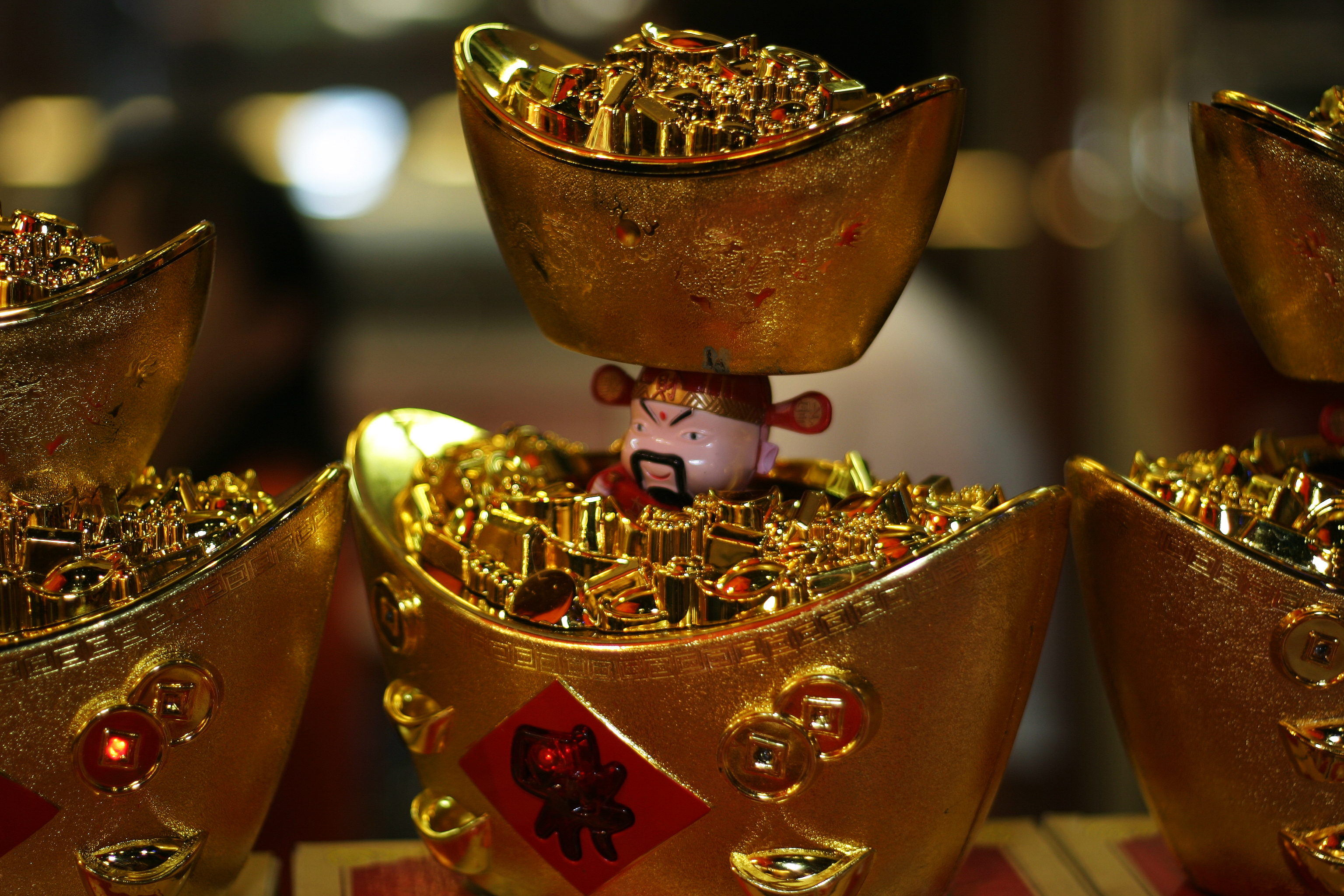
春節に飾られた元宝のレプリカ
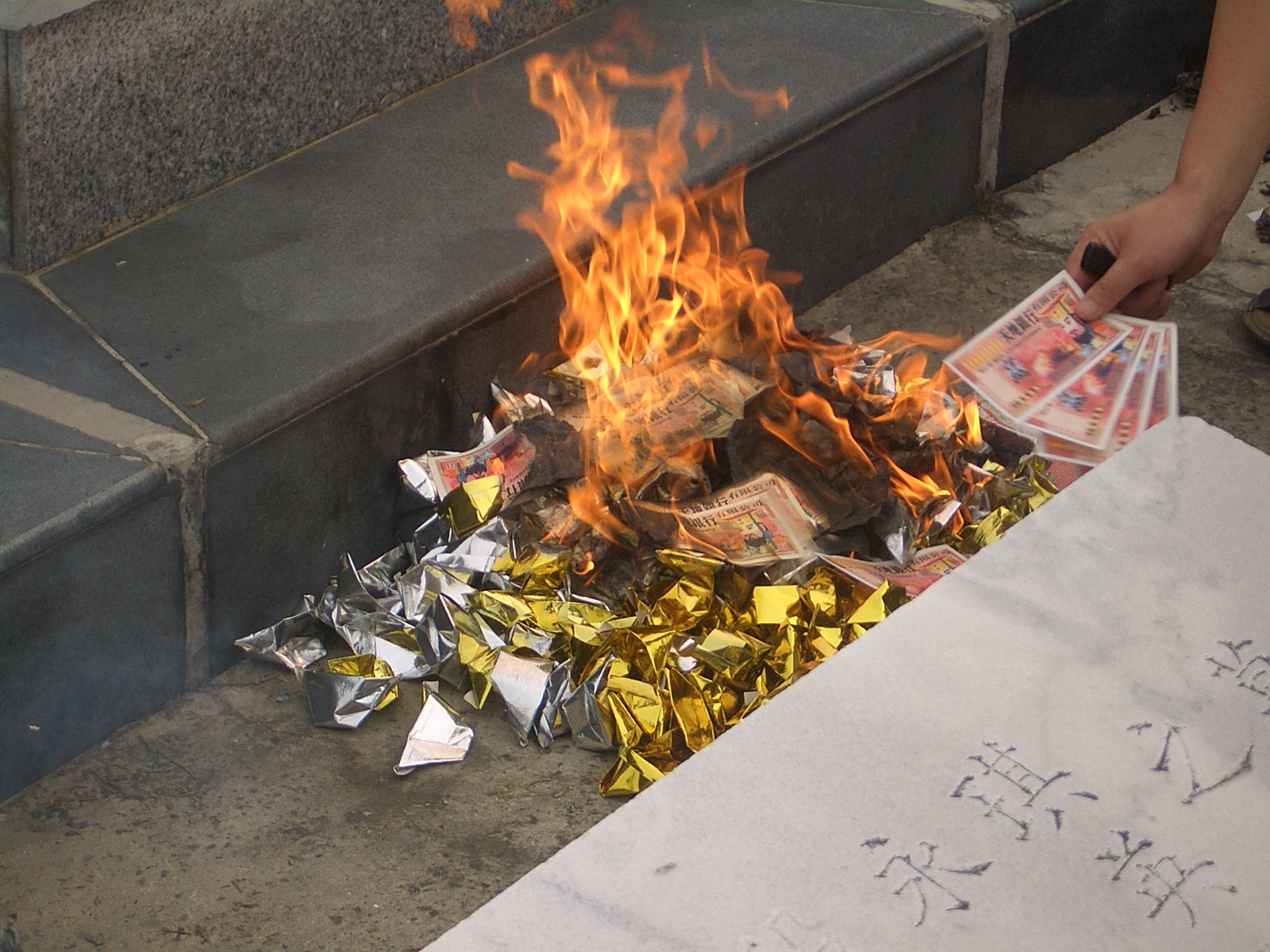
葬儀の際に天国で金銭に困らぬよう、紙で作られた銀錠等を燃やしている様子
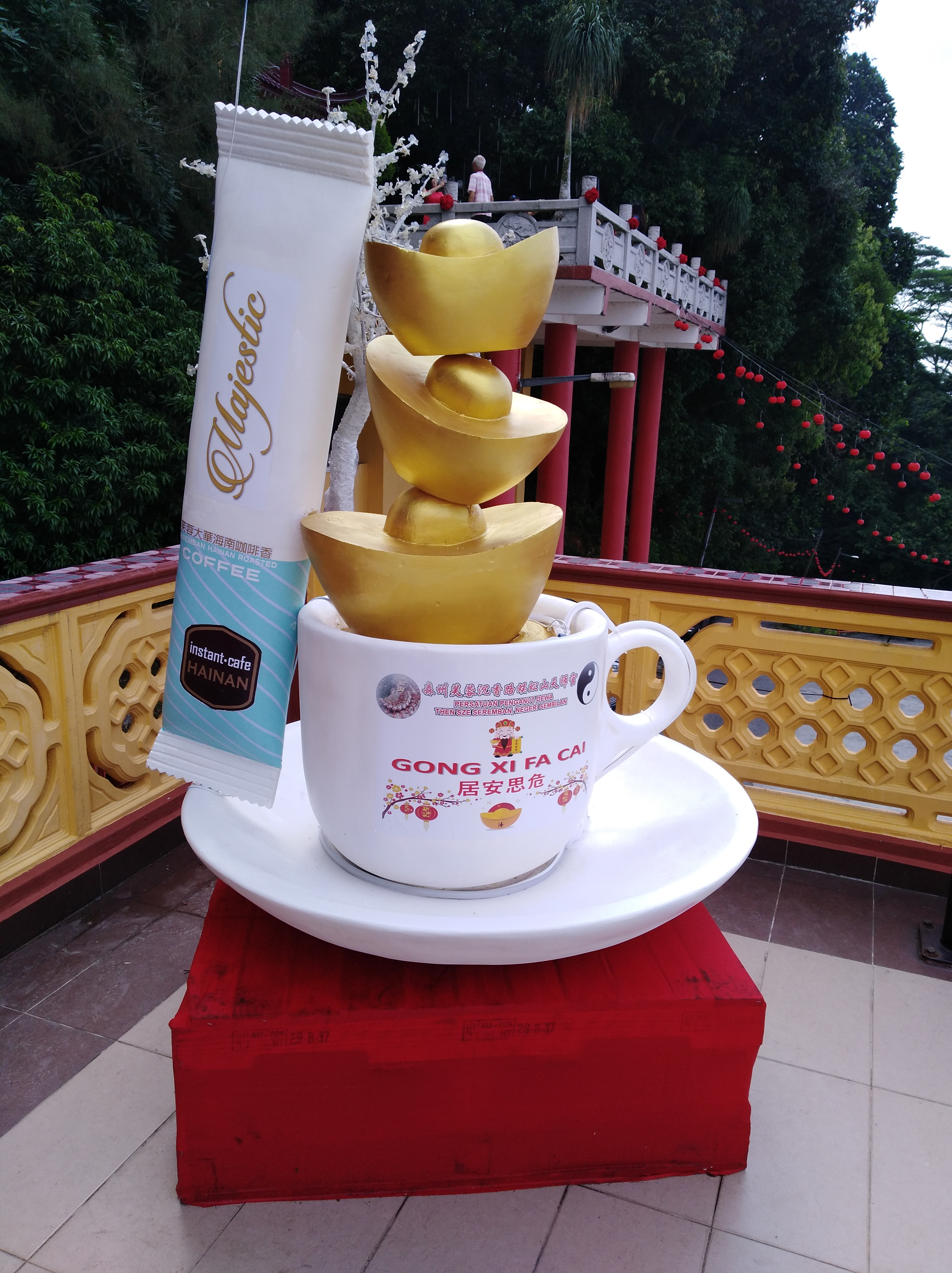
店先に展示された元宝
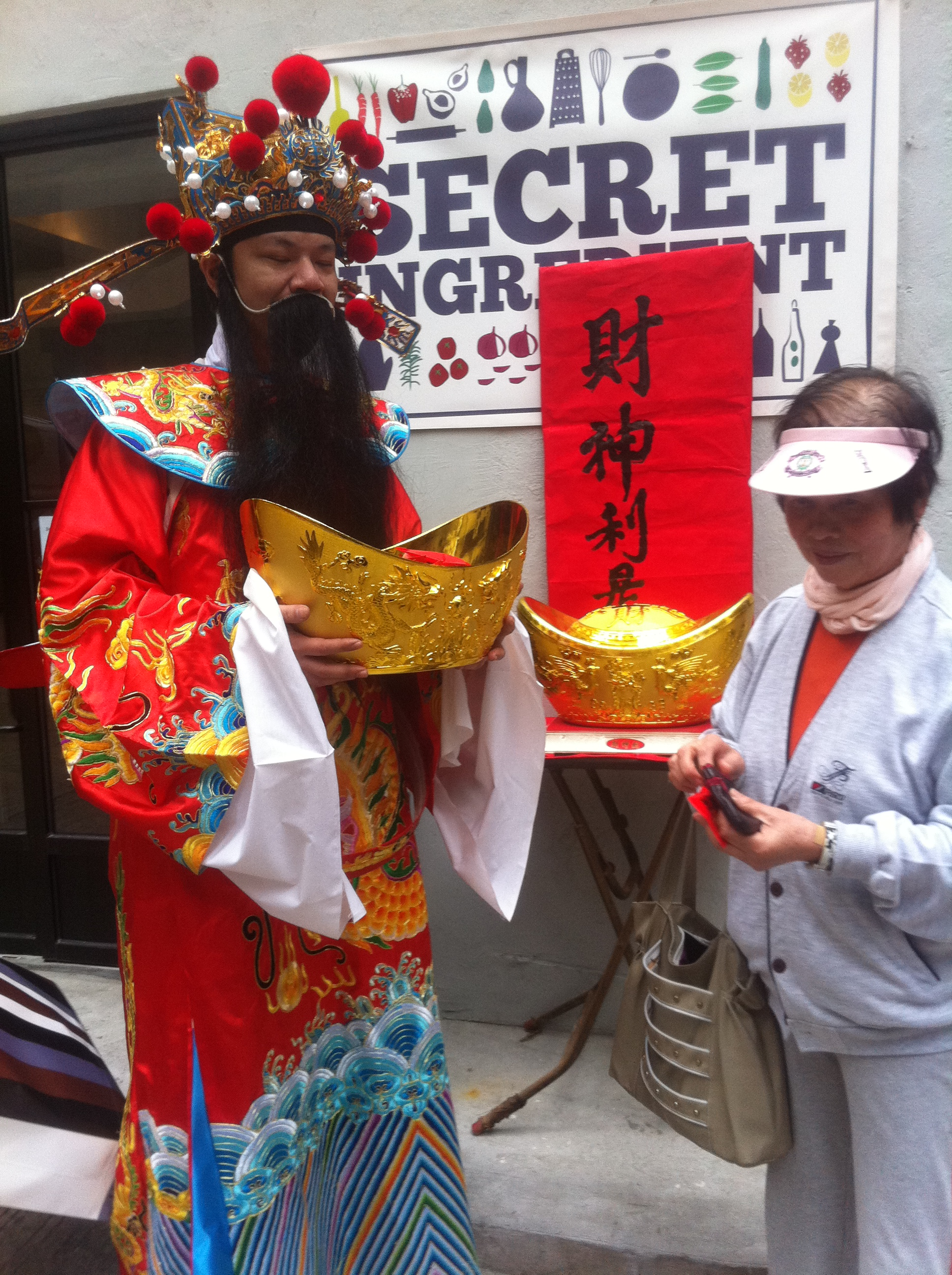
香港で展示されている元宝。財神に扮した人物も持ち、それに布施しようとしている。
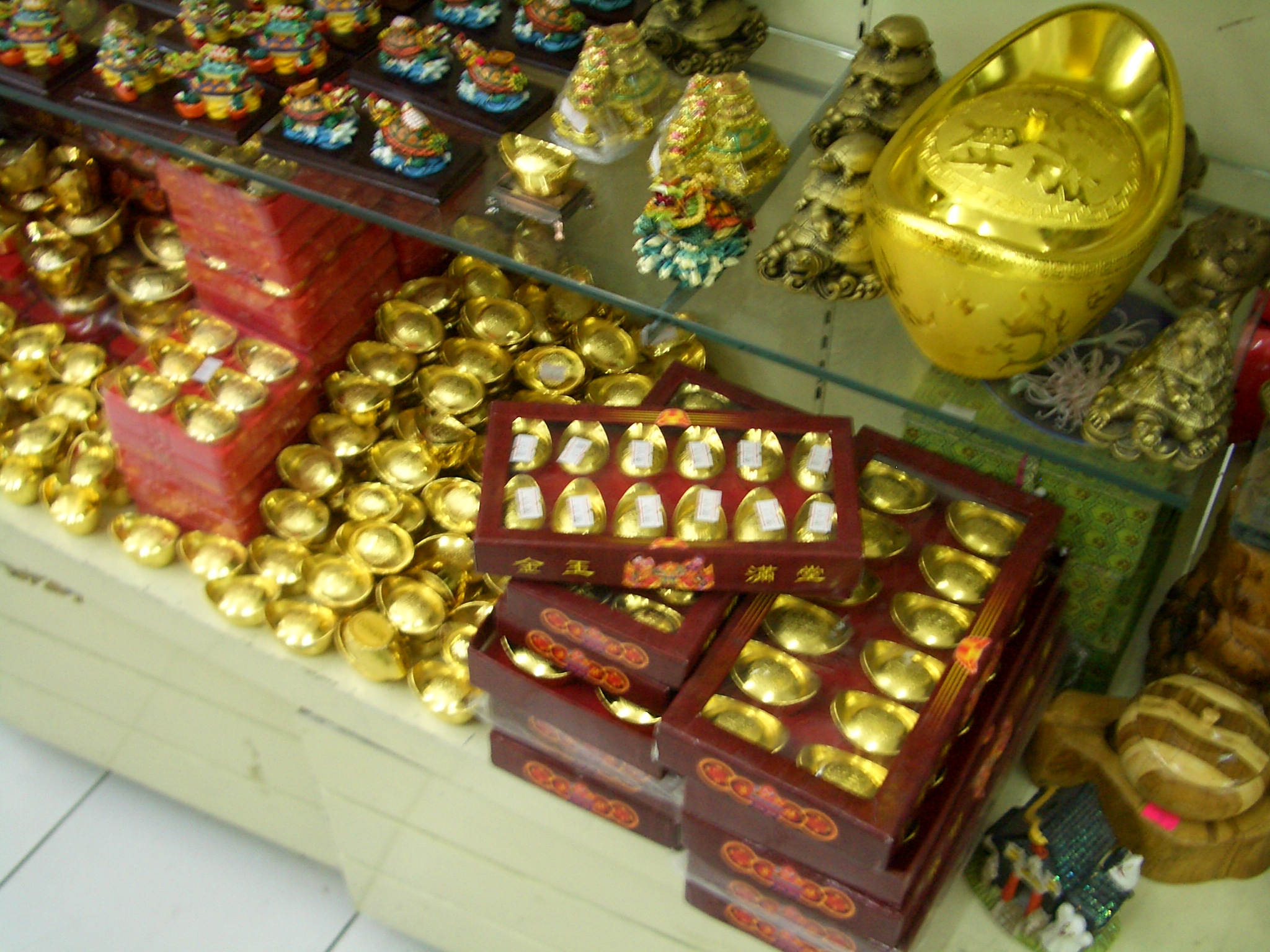
バンコクで売られている元宝